# Chiesa di Santa Maria Regina dei Cuori
La chiesa di Santa Maria Regina dei Cuori è una chiesa di Roma, nel rione Ludovisi, in via Sardegna, ad angolo con via Romagna.
La chiesa, e l'annesso convento dei Padri Montfortani, fu costruita tra il 1903 e il 1913 dall'architetto Tullio Passarelli in stile neoromanico. La facciata, in cotto, presenta un arco sporgente sopra il portone d'ingresso, con cornicione a dentelli. Nella lunetta è raffigurata l'Annunciazione.
L'interno si presenta ad un'unica navata. Spiccano le vetrate istoriate policrome e sull'altare maggiore un gruppo marmoreo raffigurante la Vergine col Bambino adorata da san Luigi di Montfort e dall'angelo Gabriele, opera di Paolo Bartolini; di Francesco Milizia è il coro ligneo intagliato.
Sulla parete sinistra si trova una lapide che recita: